# Koto Tengah (Tanah Kampung)
Koto Tengah is een bestuurslaag in het regentschap Sungai Penuh van de provincie Jambi, Indonesië. Koto Tengah telt 421 inwoners (volkstelling 2010).